# Kimitsu
Kimitsu (japanisch 君津市, -shi) ist eine Stadt der Präfektur Chiba im Osten von Honshū, der Hauptinsel von Japan.

## Geographie
Die Stadt liegt südöstlich von Tokio auf der Bōsō-Halbinsel an der Bucht von Tokio.

### Angrenzende Städte und Gemeinden
- Kisarazu
- Futtsu
- Ichihara
- Kamogawa

## Geschichte
Kimitsu war lange bekannt für seine Seealgen „Nori“. Heute gehört die Stadt zur „Keiyō Industriezone“ (京葉工業地域, Keiyō kōgyō chiiki).
Kimitsu erhielt am 1. September 1971 das Stadtrecht.

## Sehenswürdigkeiten
- Überreste der Burg Kururi (久留里城, Kururi-jō)

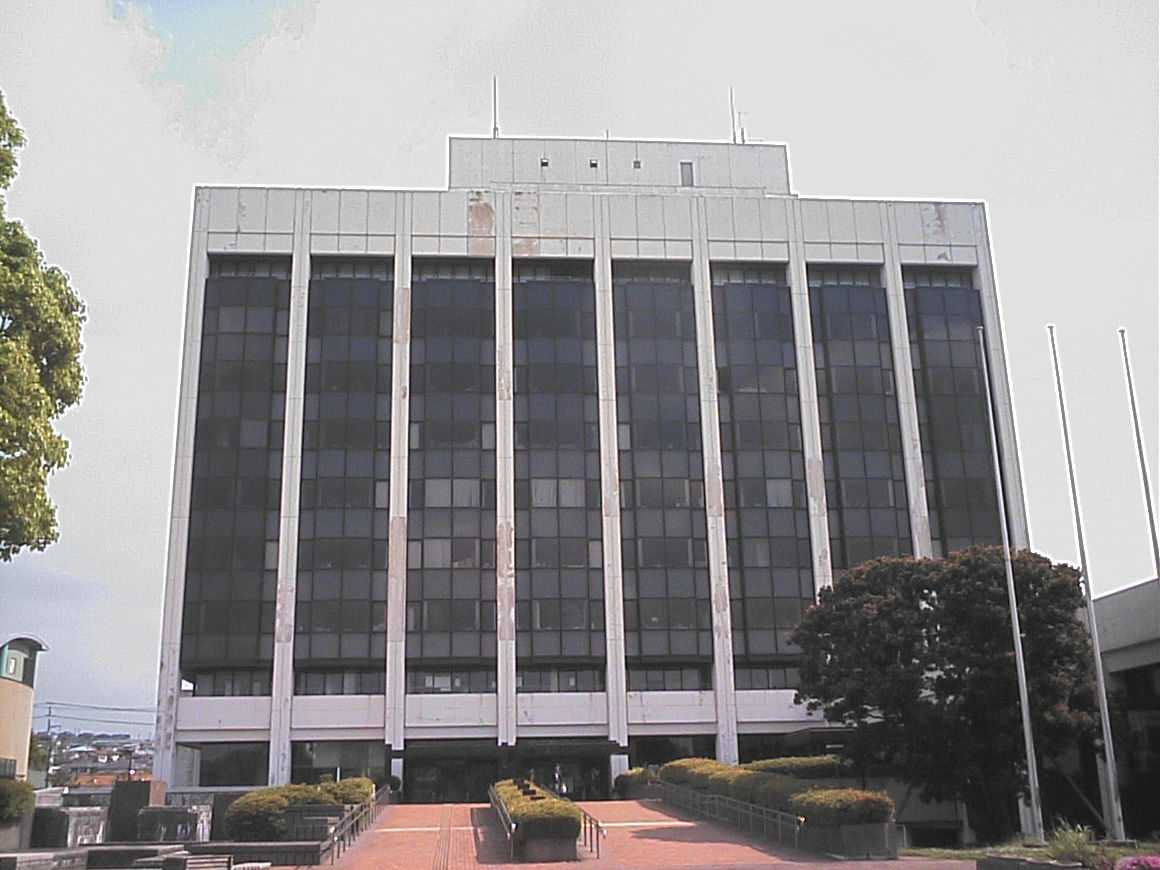
Rathaus von Kimitsu

## Verkehr
Straße:
- Nationalstraße 16
- Nationalstraßen 127, 410, 465

Zug:
- JR Uchibō-Linie nach Chiba oder Kamogawa
- JR Kururi-Linie nach Kisarazu

## Städtepartnerschaften
- Kamogawa, Japan
- Uiwang, Südkorea